# Данніген (Каліфорнія)
Данніген (англ. Dunnigan) — переписна місцевість (CDP) в США, в окрузі Йоло штату Каліфорнія. Населення — 1382 особи (2020).

## Географія
Данніген розташований за координатами 38°53′34″ пн. ш. 121°58′27″ зх. д. / 38.89278° пн. ш. 121.97417° зх. д. (38.892661, -121.974191).  За даними Бюро перепису населення США в 2010 році переписна місцевість мала площу 13,54 км², уся площа — суходіл.

### Клімат
| Клімат : Данніген       | Клімат : Данніген | Клімат : Данніген | Клімат : Данніген | Клімат : Данніген | Клімат : Данніген | Клімат : Данніген | Клімат : Данніген | Клімат : Данніген | Клімат : Данніген | Клімат : Данніген | Клімат : Данніген | Клімат : Данніген | Клімат : Данніген |
| Показник                | Січ.              | Лют.              | Бер.              | Квіт.             | Трав.             | Черв.             | Лип.              | Серп.             | Вер.              | Жовт.             | Лист.             | Груд.             | Рік               |
| Абсолютний максимум, °C | 26,7              | 28,3              | 29,4              | 35,0              | 41,7              | 45,0              | 46,1              | 47,2              | 43,3              | 41,7              | 32,2              | 25,6              | 47,2              |
| Середній максимум, °C   | 13,9              | 16,7              | 18,9              | 22,8              | 27,8              | 32,8              | 35,6              | 35,6              | 32,8              | 27,2              | 18,9              | 14,4              | 25,0              |
| Середній мінімум, °C    | 1,7               | 3,3               | 4,4               | 6,1               | 9,4               | 12,8              | 14,4              | 14,4              | 13,9              | 8,3               | 3,9               | 1,1               | 7,8               |
| Абсолютний мінімум, °C  | −15               | −7,2              | −6,1              | −3,3              | −0,6              | 2,8               | 6,1               | 5,6               | 2,8               | −2,2              | −8,9              | −11,7             | −15               |
| Норма опадів, мм        | 97                | 90                | 67                | 24                | 9                 | 3                 | 1                 | 1                 | 5                 | 23                | 65                | 72                | 457               |
| ----------------------- | ----------------- | ----------------- | ----------------- | ----------------- | ----------------- | ----------------- | ----------------- | ----------------- | ----------------- | ----------------- | ----------------- | ----------------- | ----------------- |
| Джерело:                |                   |                   |                   |                   |                   |                   |                   |                   |                   |                   |                   |                   |                   |

## Демографія
Згідно з переписом 2010 року, у переписній місцевості мешкало 1416 осіб у 504 домогосподарствах у складі 365 родин. Густота населення становила 105 осіб/км².  Було 558 помешкань (41/км²).
Расовий склад населення:
| - 59,0 % — білих - 7,6 % — чорних або афроамериканців - 1,8 % — корінних американців - 1,3 % — азіатів - 0,1 % — вихідців з тихоокеанських островів - 23,9 % — осіб інших рас |

До двох чи більше рас належало 6,3 %. Частка іспаномовних становила 41,2 % від усіх жителів.
За віковим діапазоном населення розподілялося таким чином: 25,6 % — особи молодші 18 років, 54,6 % — особи у віці 18—64 років, 19,8 % — особи у віці 65 років та старші. Медіана віку мешканця становила 41,7 року. На 100 осіб жіночої статі у переписній місцевості припадало 91,1 чоловіків;  на 100 жінок у віці від 18 років та старших — 93,8 чоловіків також старших 18 років.
Середній дохід на одне домашнє господарство  становив 62 843 долари США (медіана — 47 898), а середній дохід на одну сім'ю — 69 286 доларів (медіана — 34 643). За межею бідності перебувало 27,1 % осіб, у тому числі 37,1 % дітей у віці до 18 років та 12,2 % осіб у віці 65 років та старших.
Цивільне працевлаштоване населення становило 420 осіб. Основні галузі зайнятості: виробництво — 28,6 %, транспорт — 19,3 %, роздрібна торгівля — 14,3 %, сільське господарство, лісництво, риболовля — 10,7 %.